# 23074 Sarakirsch
23074 Sarakirsch este un asteroid din centura principală de asteroizi.

## Descriere
23074 Sarakirsch este un asteroid din centura principală de asteroizi. A fost descoperit pe 7 decembrie 1999 la Socorro, New Mexico, în cadrul proiectului LINEAR. Asteroidul prezintă o orbită caracterizată de o semiaxă mare de 2,34 ua, o excentricitate de 0,12 și o înclinație de 7,4° în raport cu ecliptica.